# Yūna Inamura
Yūna Inamura (稲村 優奈 Inamura Yūna; Prefectura de Kagoshima, 11 de julio de 1982) es una seiyū japonesa. Reside en Nakano, Tokio. Ha participado en series como Darker than black, Mushishi y Wolf's Rain, entre otras.
En mayo de 2003, contrajo matrimonio con una persona ajena a la industria.

## Roles interpretados

### Series de Anime
2003
- Wolf's Rain como Myu

2004
- W Wish como la voz de la madre de Junna Tōno

2005
- Happy 7 como Amano Sakogami
- Jinki:Extend como Akao Hiiragi
- Koi Koi Seven como Otome Chono
- Mushishi como Hana
- SoltyRei como Illumina Kisch

2006
- Galaxy Angel II como Apricot Sakuraba
- Katekyō Hitman Reborn! como Kyōko Sasagawa y Natsu
- Yokai Ningen Bem como Kira Hinata
- Yoshinaga-san'chi no Gargoyle como Amano y Mimori Onodera

2007
- Darker than Black como Mayu Ōtsuka
- Mameushi-kun como Karako

2008
- Mission-E como Maori Kimizuka
- Shigofumi: Stories of Last Letter como Touko Shirakawa

2010
- Shin Koihime Musō: Otome Tairan como Gotsutotsukotsu

2014
- Yu-Gi-Oh! ARC-V como Serena y Yuzu Hiiragi

### Películas
2008
- Hells como Rei Kagurazaka

2011
- Hoshi o Ou Kodomo como Yuu Yazaki

### Videojuegos
- Galaxy Angel II Eigō Kaiki no Toki como Apricot Sakuraba
- Galaxy Angel II Mugen Kairō no Kagi como Apricot Sakuraba
- Galaxy Angel II Zettai Ryōiki no Tobira como Apricot Sakuraba
- Trinity Universe como Mizuki

### Musicales
- Galaxy Angel Dinner Show Musical & GAII como Apricot Sakuraba

## Música
- Interpretó el opening de Galaxy Angel II Uchuu de Koi wa ☆ Ru-run Run junto con Aya Hirano, Erina Nakayama, Satomi Akesaka y Satomi Hanamura.[3]
- Para el anime Katekyō Hitman Reborn! interpretó el sexto ending friend a duo con Hitomi Yoshida.[4]
- Junto con Ayako Ito, Kimiko Koyama, Saori Gotō, Yuko Gibu y Akiko Kawase interpretó el opening de Koi Koi Seven: Super Love[5]
- Cantó el ending del episodio final de Mission-E: Kimi kara no Kiseki.[6]
- Interpretó el opening Ohayou del anime Yoshinaga-san'chi no Gargoyle en compañía de Nana Mizuki y Chiwa Saitō. El trío también cantó el tema Ai nioide Ai nioide, ending de los capítulos 1 al 12.[7]